# Tradição Tailandesa das Florestas

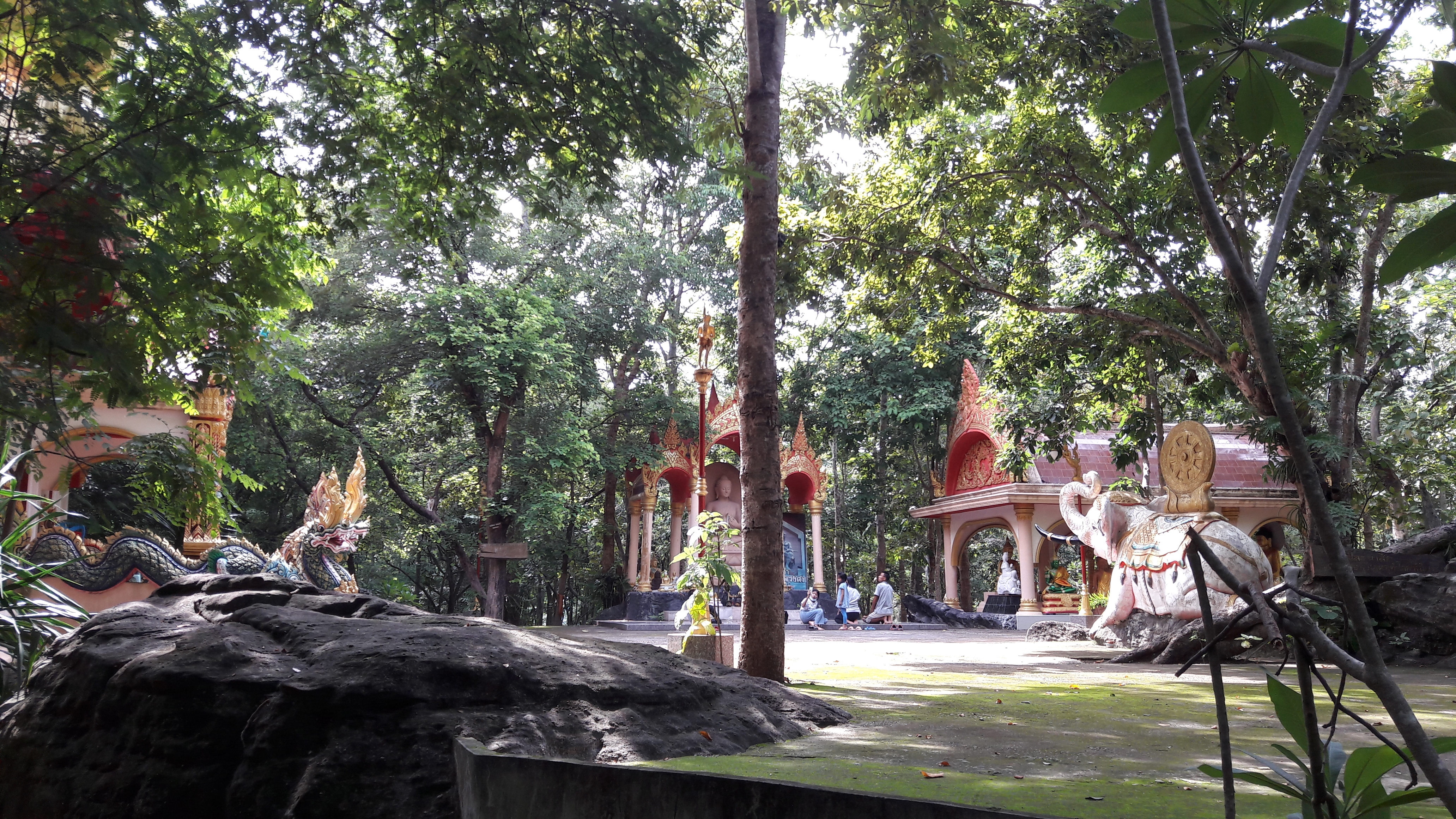
Mosterio de floresta no nordeste da Tailândia

O termo Tradição Tailandesas das Florestas é usado normalmente para designar a linhagem monástica que floresceu a partir do fim do século XIX e início do século XX sob tutela de mestres como Ajahn Man e Ajahn Sao, incorporando um estilo de prática monástica em condições difíceis em meio à floresta. Embora outras linhagens monásticas possam ser ligadas à esse estilo de vida na Tailândia, essa foi a linhagem desses dois professores que mais prosperou no período.

## História
Sempre houve desde o tempo do Buddha mosteiros ligados à um estilo de vida mais recluso em meio às florestas. Em meados do século XIX medidas do estado foram tomadas para aumentar o nível de disciplina monástica na Tailândia, e a fusão do estilo de vida recluso e ascético com a adesão mais estrita à disciplina monástica criou as principais características dessa tradição.
Ajahn Sao incorporou a adesão a uma disciplina mais estrita a seu estilo de vida de monge de florestas e repassou esse estilo para seu aluno Ajahn Man. Juntos esses dois tiveram centenas de alunos que depois também se tornaram mestres por mérito próprio.
Inicialmente e durante toda sua existência essa linhagem sofreu repressão de monges ligados à autoridade eclesiástica criada pelo rei da Tailândia. O principal motivo era que essa autoridade foi criada por monges de cidade, ligados à realeza e ao estudo formal das escrituras. A grande maioria era oposto à prática de meditação, tida por eles como uma espécie de misticismo, e encorajavam o estudo das escrituras como fundamental. De início monges chegaram a ser detidos e impedidos de vagar pelas florestas, mas com o passar das décadas esse repressão aliviou, embora certa divisão ainda possa ser vista no budismo tailandês hoje em dia.
Em meados do século XX o número de florestas da Tailândia começou a diminuir drasticamente devido ao desmatamento, o que comprometeu a existência desse estilo de vida.

## Principais nomes
Embora vasta maioria dos mestres dessa tradição sejam conhecidos apenas na Tailândia, muitos chegaram a ter alunos ocidentais, ou vieram para o ocidente para ensinar, e tiveram alguns de seus ensinamentos publicados em inglês. Alguns ocidentais também estudaram por muitos anos e com o tempo se tornaram mestres dessa tradição também. Alguns nomes são:

### Tailandeses
- Ajahn Sao
- Ajahn Man
- Ajahn Tongrat
- Ajahn Thet
- Luangta Maha Bua
- Ajahn Chah

### Ocidentais
- Ajahn Paññavadho
- Ajahn Sumedho
- Ajahn Thanissaro
- Ajahn Pasano